# Mompha falcata
Mompha falcata é uma espécie de mariposa do gênero Mompha pertencente à família Coleophoridae.